# Mary, Mother of Jesus
Pour plus de détails, voir Fiche technique et Distribution.
Mary, Mother of Jesus (ou au Québec Marie, mère de Jésus) est un téléfilm américain réalisé par Kevin Connor, diffusé en 1999 sur la chaîne NBC. Il relate l'histoire de Jésus à travers les yeux de Marie, sa mère. Le film est inédit en France.

## Synopsis
Le film met l'accent sur l'importance de Marie dans la vie de Jésus et suggéré que ses paraboles de son fils ont été inspirées par des histoires qu'elle lui a racontées dans son enfance. Ceci, ainsi que d'autres détails similaires de l'éducation de Jésus, ne peut être confirmé, mais n'est pas impossible. Jésus ressuscité apparaît également à sa mère en privé. Encore une fois, cet événement ne figure pas dans les évangiles, mais il est probablement fondé sur une ancienne tradition catholique (qui n'est pas l'enseignement officiel) selon laquelle Marie a été la première à qui Jésus est apparu. La tradition a influencé, entre autres, les Exercices spirituels de saint Ignace de Loyola. 
Le film se termine avec Marie suggérant aux disciples de commencer à prêcher sur son fils.

## Fiche technique
- Titre original : Mary, Mother of Jesus
- Titre québécois : Marie, mère de Jésus
- Réalisation : Kevin Connor
- Scénario : Albert Ross
- Photographie : Elemér Ragályi
- Montage : Barry Peters
- Producteur : Eunice Kennedy Shriver, Howard Ellis
- Société de Production : Hallmark Entertainment, Metropolitan Productions, The Shriver Family Production Company
- Musique : Ken Thorne
- Format : couleur • 35 mm • 1,37:1 • son : stéréo
- Pays d'origine : États-Unis
- Genre : Biographie historique, drame
- Durée : 88 minutes (1 h 28)
- Date de sortie : 14 novembre 1999 (États-Unis)

## Distribution
- Christian Bale : Jésus De Nazareth
  - Toby Bailiff : Jésus, jeune
- Pernilla August : Marie de Nazareth
  - Melinda Kinnaman : Marie, jeune
- David Threlfall : Joseph
- Simone Bendix (en) : Marie Madeleine
- Robert Addie : Ponce Pilate
- John Shrapnel : Simon
- Christopher Routh : Jean le Baptiste
- Edward Hardwicke : Zacharie (père de Jean le Baptiste)
- Geraldine Chaplin : Élisabeth (mère de Jean le Baptiste)
- Hywel Bennett : Hérode
- Michael Mears : Jean
- Mark Jax : Pierre
- Anna Mathias : Anne (mère de Marie)
- Crispian Belfrage : Jacques de Zébédée
- Andrew Grainger : Barrabas
- John Light : Gabriel (archange)
- David Schofield : Micah
- Iván Darvas : Silas
- Lajos Balázsovits : Chamberlin